# Восторг (BioShock)

Подводный город Восторг

Восто́рг (более точно — Восхищение, англ. Rapture) — вымышленный подводный город, который является местом действия в компьютерных играх BioShock, BioShock 2 и BioShock Infinite: Burial at Sea, эпизодически появляется в BioShock Infinite. Архитектура и дизайн города вдохновлены стилем ар-деко.

## История города
В предыстории город описывается как утопия, созданная бизнес-магнатом Эндрю Райаном в середине 1940-х годов, город планировался как место жительства величайших мыслителей человечества в условиях процветания свободной рыночной торговли без гнёта со стороны правительств мира. Тем не менее, эти идеалы не были претворены в жизнь, превратившись в антиутопию. В канун 1959 года в Восторге вспыхнула гражданская война, в результате чего бо́льшая часть населения города погибла. Выжившие граждане превратились в «мутантов» (англ. Splicers), сумасшедших людей, изменившихся под воздействием вещества, известного как АДАМ (англ. ADAM).

Я Эндрю Райан, и я здесь чтобы задать вам один вопрос: Разве не имеет права человек на заработанное в поте лица своего?

Нет, говорят нам в Вашингтоне, всё принадлежит бедным.

Нет, говорят нам в Ватикане, всё принадлежит Богу.

Нет, говорят нам в Москве, это принадлежит всем.

Я отверг эти ответы. Вместо этого, я выбрал нечто иное. Я выбрал невозможное. Я выбрал Восторг.

Эндрю Райан

| Дата                  | Событие |
| --------------------- | --- |
| 1945 год              | После атомных бомбардировок Хиросимы и Нагасаки Эндрю Райан понимает, что единственный способ спастись от неминуемой атомной войны - это создать новый мир в месте, к которому «эти глупцы не смогут прикоснуться» |
| 5 ноября 1946 года    | Эндрю Райан основал город |
| 1950 год              | Время расцвета города |
| 12 сентября 1958 года | Фрэнк Фонтейн инсценировал свою смерть |
| 31 декабря 1958 года  | Бунт во главе с Атласом (Фрэнком Фонтейном), послуживший поводом для начала гражданской войны и старт времени действия BioShock Infinite: Burial at Sea.                                                           |
| 1959 год              | Гражданская война. Время действия мультиплеерной сюжетной линии BioShock 2 |
| 1960 год              | Время действия BioShock |
| 1968 год              | Время действия BioShock 2 и BioShock 2: Minerva's Den |

## Город в серии BioShock

### BioShock
Главный герой терпит крушение самолёта над водами Атлантического океана, но спасается, укрывшись в одиноко стоящем маяке, который оказывается тайным входом в город. Восторг охвачен гражданской войной, системы без должного обслуживания приходят в упадок, но запас прочности, вложенный при строительстве города, позволяет ему продолжать функционировать автономно.
Эндрю Райан предпринимает попытку уничтожить своё творение, но главный герой игры под руководством Атласа (Фонтейна) останавливает программу самоуничтожения Восторга.

### BioShock 2
Во второй части игры действие происходит спустя десять лет. Восторг пришёл в упадок, город разрушен, мутации населения за последние десять лет ухудшились, часть помещений затоплена.

### BioShock Infinite
Главный герой игры Букер ДеВитт попадает в Восторг из-за разрыва пространства и времени, созданного Элизабет. Они предположительно попадают в 1960 год, а именно прямо туда куда пришёл Джек Райан с потерпевшего крушения самолёта. В одном из проходов Восторга можно увидеть мёртвого Большого Папочку и Маленькую Сестричку, которая плачет около его тела.

### BioShock Infinite: Burial at Sea
В параллельной вселенной, Комсток решивший похитить маленькую Анну у Букера, не смог забрать её, из-за чего ребёнку отрубило голову разрывом пространства. Из-за сильного чувства вины, он просит Лютесов найти для него место где он сможет забыться, и те дают ему возможность попасть в Восторг. Там он становится частным детективом и берет своё настоящее имя - Букер ДеВитт, после чего возвращается к жизни алкоголика и прожигателя денег. Одна из версий Элизабет из мультивселенной узнав об этом, решает отомстить Комстоку, пройдя в разрыв. У Комстока пропадает приёмная дочь Салли, которую Элизабет предлагает найти, говоря что она не мертва, а пропала. После череды событий, они приходят к девочке, но та не хочет идти к Комстоку и он вспоминает о том, что сделал с Анной. Он просит прощения у Элизабет, но неожиданно его насквозь протыкает Большой Папочка, защищая Салли, ставшую маленькой сестричкой.
Последняя Элизабет, что была в концовке BioShock Infinite, узнает о том, что одна из её версий решила отмстить Комстоку пожертвовав невинной жизнью маленькой девочки Салли. Она думает что это ничем не делает её лучше самого Комстока и она решает спасти её, в очередной раз обращаясь к помощи Лютесов. Снова попав в Восторг, она видит Атласа и его банду которая пытается забрать Салли. Элизабет заключает с ним сделку, что она вытащит его здание к остальному городу в обмен на Салли. Он соглашается и Элизабет обнаруживает свою версию что хотела отомстить Комстоку мёртвой, так как она тоже была убита Большим папочкой. На протяжении всей игры Элизабет слышит голос Букера как галлюцинацию, это помогает ей поднять со дна здание универмага и с её невольного участия начинается гражданская война в Восторге. Однако Атлас понимает что его армия не сможет превзойти силы Эндрю Райана, он начинает выпытывать информацию о тузе в рукаве у Элизабет, та с помощью воспоминания узнает о кодовой фразе оставленной для Фрэнка Фонтейна. Она доставляет это Атласу, понимая что он в любом случае убьёт её, она жертвует своей жизнью, увидев в последний раз видение о Джеке (главном герое первой части), который спасает Салли и других маленьких сестричек. Далее идёт начало событий первой части.

## В литературе
- «BioShock: Rapture» — роман, написанный Джоном Ширли, и выпущенный 19 июля 2011 года. В произведении описываются события, произошедшие после основания Восторга, до времени действия первой части игры.